# Christian Dior
Christian Dior, francoski modni oblikovalec; * 21. januar 1905, Granville, Normandija, Francija; † 24. oktober 1957, Montecatini Terme, Italija.
Christian Dior je bil francoski modni oblikovalec, ki se je po željah njegovih staršev šolal na École des Sciences Politiques v Parizu, ko so se njegovi starši leta 1910 preselili v Pariz. Njegovi starši so želeli, da postane diplomat, vendar je Christian hotel delati kot arhitekt. Ko je končal študij, mu je oče podaril denar, zato je leta 1928 lahko odprl svojo lastno majhno umetniško galerijo, kjer je prodajal risbe. Po družinski finančni stiski, ki je nastala zaradi očetove izgube posla, je Dior moral zapreti galerijo in se tako leta 1930 preživljal s prodajanjem skic za hiše visoke mode, in je postal zelo dober mojster v tem. Kmalu je začel risati skice za slavnega Agnesa. Michel de Brunhoff, urednik revije Vogue, mu je dal nasvet, kako naj se izkaže. Leta 1938 ga je zaposlil Robert Piguet, ki je delal v njegovi hiši kot modni oblikovalec. Pri njem se je Dior naučil izpostavljanje umetnosti, kar je tudi naredilo njegovo kolekcijo slavno. Ko je odslužil vojsko, se je pridružil modni hiši Lucien Lelong leta 1942, kjer sta on in Pierre Balmain bila prvotna oblikovalca. Leta 1946 je ustanovil svojo modno hišo v Parizu s pomočjo Marcela Boussaca. Njegova hiša se je odprla decembra 1946 in v februarju 1947 je imel svojo prvo modno revijo, s katero je takoj postal slaven. Njegova slava temelji na kreiranju revolucionarne mode, katero Ameriška revija Vogue leta 1947 označi s terminom New Look. Njegove kolekcije so bile bolj čutne, saj je bil mojster v oblikovanju oblik in silhuet, linije so bile enostavne in »čiste«. Zanj so bila značilna ozka ramena, stisnjen pas, poudarjeno oprsje in dolga široka krila. Značilni so cvetlični vzorci. Dior je pravil: »I have designed flower women« (oblikoval sem cvetlično žensko). Ponovno je postavil povojni Pariz v središče modnega sveta z oblikovanjem klasične elegance in ženstvenih oblačil. Dior in njegov partner sta kmalu postala znana po vsem svetu. Pri njem so oblikovali mnogi talenti, ki so kasneje odprli svojo lastno modno hišo: Pierre Cardin, Jean-Lois Scherrer, Yves Saint Laurent. Od leta 1996 za Dior oblikuje John Galliano, ki cenjen po ekstravagantnih kreacijah s katerimi je ustanovil Diorjev New Look. Njegove stranke so med drugimi znane osebnosti: Elizabeth Taylor, britanska princesa Margaret, perzijska cesarica Farah Diba. Dior, ki je imel težave s srcem, naj bi umrl zaradi srčnega infarkta, medtem ko je bil na shujševalni dieti v toplicah Montecatini v Italiji.